# داو کامرون
داو کامرون (انگلیسی: Dove Cameron؛ زادهٔ ۱۵ ژانویهٔ ۱۹۹۶) یک خواننده، و هنرپیشه اهل ایالات متحده آمریکا است. وی از سال ۲۰۱۲ میلادی تاکنون مشغول فعالیت بوده‌است.
از فیلم‌های معروف او می‌توان به بازی در سریال لیو و مدی (Liv and maddie)،
فیلم غیر مرگبار، فرزندان، فرزندان ۲، فرزندان ۳ و فرزندان : دنیای شرور، دامپلین و نقش‌های کوتاهی در سریال‌های منتالیست و ماموران شیلد اشاره کرد.

## زندگی شخصی
داو کامرون با نام کلویی سلست هاسترمن در سیاتل، واشینگتن متولد شد. او دختر فیلیپ آلن هاسترمن و بانی والاس است که بعداً طلاق گرفت و یک خواهر بزرگتر نیز به نام کلر هاسترمن دارد. او در جزیره بینبریج، واشینگتن بزرگ شد. هنگامی که کودک بود، در مدرسه راهنمایی ساکائی شرکت کرد. در سن هشت سالگی، بازیگری را در دانشگاه تئاتر هنرهای نمایشی بینبرید شروع کرد. وقتی چهارده ساله شد، خانواده اش به لس آنجلس، کالیفرنیا نقل مکان کردند، جایی که او در گروه کر نمایش مسابقات قهرمانی دبیرستان بوربانک آواز خواند؛ کامرون اظهار داشته‌است که تبار فرانسوی است و فرانسه را نیز صحبت می‌کند. وی همچنین از تبار روسی، اسلواکی و مجارستان است. او اظهار داشته‌است که در کل تجربه مدرسه خود، از کلاس پنجم، تا پایان دوره دبیرستان، مورد تعرض واقع شده‌است. صرف نظر از فشار در مدرسه و جا افتادن در مدرسه، او روی رویاهای خود برای موفقیت در سرگرمی متمرکز شد، پدرش در سال ۲۰۱۱ در حالی که ۱۵ سال داشت درگذشت و او به احترام پدرش که او را با این نام مستعار صدا می‌کرد، نام قانونی خود را به داو تغییر داد.
داو کامرون از اوت ۲۰۱۳ تا سال ۲۰۱۶ با رایان مک کارتان، همبازی اش در لیو و مدی وارد رابطه شد. آنها نامزدی خود را در ۱۴ آوریل ۲۰۱۶ اعلام کردند اما این رابطه در اکتبر ۲۰۱۶ پایان یافت. کامرون از دسامبر سال ۲۰۱۶ با توماس دورتی، همبازی خود در فیلم فرزندان ۲ در رابطه بوده‌است که در سال ۲۰۲۰ رابطه آنها به پایان رسید.